# St. John's, Antigua và Barbuda
St John's là thủ đô và là thành phố lớn nhất của Antigua và Barbuda, quốc gia nằm ở West Indies thuộc biển Caribe. Dân số thành phố ước tính 24.226 (2000), St John's là trung tâm thương mại và hải cảng chính của đảo Antigua.

## Khí hậu
| Dữ liệu khí hậu của St. John's, Antigua and Barbuda | Dữ liệu khí hậu của St. John's, Antigua and Barbuda | Dữ liệu khí hậu của St. John's, Antigua and Barbuda | Dữ liệu khí hậu của St. John's, Antigua and Barbuda | Dữ liệu khí hậu của St. John's, Antigua and Barbuda | Dữ liệu khí hậu của St. John's, Antigua and Barbuda | Dữ liệu khí hậu của St. John's, Antigua and Barbuda | Dữ liệu khí hậu của St. John's, Antigua and Barbuda | Dữ liệu khí hậu của St. John's, Antigua and Barbuda | Dữ liệu khí hậu của St. John's, Antigua and Barbuda | Dữ liệu khí hậu của St. John's, Antigua and Barbuda | Dữ liệu khí hậu của St. John's, Antigua and Barbuda | Dữ liệu khí hậu của St. John's, Antigua and Barbuda | Dữ liệu khí hậu của St. John's, Antigua and Barbuda |
| Tháng                                               | 1                                                   | 2                                                   | 3                                                   | 4                                                   | 5                                                   | 6                                                   | 7                                                   | 8                                                   | 9                                                   | 10                                                  | 11                                                  | 12                                                  | Năm                                                 |
| --------------------------------------------------- | --------------------------------------------------- | --------------------------------------------------- | --------------------------------------------------- | --------------------------------------------------- | --------------------------------------------------- | --------------------------------------------------- | --------------------------------------------------- | --------------------------------------------------- | --------------------------------------------------- | --------------------------------------------------- | --------------------------------------------------- | --------------------------------------------------- | --------------------------------------------------- |
| Cao kỉ lục °C (°F)                                  | 31.2 (88.2)                                         | 31.8 (89.2)                                         | 32.9 (91.2)                                         | 32.7 (90.9)                                         | 34.1 (93.4)                                         | 32.9 (91.2)                                         | 33.5 (92.3)                                         | 34.9 (94.8)                                         | 34.3 (93.7)                                         | 34.1 (93.4)                                         | 32.6 (90.7)                                         | 31.5 (88.7)                                         | 34.9 (94.8)                                         |
| Trung bình ngày tối đa °C (°F)                      | 28.3 (82.9)                                         | 28.4 (83.1)                                         | 28.8 (83.8)                                         | 29.4 (84.9)                                         | 30.2 (86.4)                                         | 30.6 (87.1)                                         | 30.9 (87.6)                                         | 31.2 (88.2)                                         | 31.1 (88.0)                                         | 30.6 (87.1)                                         | 29.8 (85.6)                                         | 28.8 (83.8)                                         | 29.8 (85.6)                                         |
| Trung bình ngày °C (°F)                             | 25.4 (77.7)                                         | 25.2 (77.4)                                         | 25.6 (78.1)                                         | 26.3 (79.3)                                         | 27.2 (81.0)                                         | 27.9 (82.2)                                         | 28.2 (82.8)                                         | 28.3 (82.9)                                         | 28.1 (82.6)                                         | 27.5 (81.5)                                         | 26.8 (80.2)                                         | 25.9 (78.6)                                         | 26.9 (80.4)                                         |
| Tối thiểu trung bình ngày °C (°F)                   | 22.4 (72.3)                                         | 22.2 (72.0)                                         | 22.7 (72.9)                                         | 23.4 (74.1)                                         | 24.5 (76.1)                                         | 25.3 (77.5)                                         | 25.3 (77.5)                                         | 25.5 (77.9)                                         | 25.0 (77.0)                                         | 24.4 (75.9)                                         | 23.9 (75.0)                                         | 23.0 (73.4)                                         | 24.0 (75.2)                                         |
| Thấp kỉ lục °C (°F)                                 | 15.5 (59.9)                                         | 16.6 (61.9)                                         | 17.0 (62.6)                                         | 16.6 (61.9)                                         | 17.8 (64.0)                                         | 19.7 (67.5)                                         | 20.6 (69.1)                                         | 19.3 (66.7)                                         | 20.0 (68.0)                                         | 20.0 (68.0)                                         | 17.7 (63.9)                                         | 16.1 (61.0)                                         | 15.5 (59.9)                                         |
| Lượng Giáng thủy trung bình mm (inches)             | 56.6 (2.23)                                         | 44.9 (1.77)                                         | 46.0 (1.81)                                         | 72.0 (2.83)                                         | 89.6 (3.53)                                         | 62.0 (2.44)                                         | 86.5 (3.41)                                         | 99.4 (3.91)                                         | 131.6 (5.18)                                        | 142.2 (5.60)                                        | 135.1 (5.32)                                        | 83.4 (3.28)                                         | 1.049,2 (41.31)                                     |
| Số ngày giáng thủy trung bình (≥ 1.0 mm)            | 11.1                                                | 8.7                                                 | 7.3                                                 | 7.2                                                 | 8.6                                                 | 8.3                                                 | 11.8                                                | 12.7                                                | 12.0                                                | 12.9                                                | 12.4                                                | 12.1                                                | 124.7                                               |
| Nguồn: Antigua/Barbuda Meteorological Services      |                                                     |                                                     |                                                     |                                                     |                                                     |                                                     |                                                     |                                                     |                                                     |                                                     |                                                     |                                                     |                                                     |

## Liên kết
- Street Map of St John's Antigua Lưu trữ ngày 7 tháng 11 năm 2018 tại Wayback Machine From Paradise Islands (non commercial site)
- Map of St. John's Lưu trữ ngày 12 tháng 4 năm 2019 tại Wayback Machine at Caribbean-On-Line.com